# Slag bij Tourcoing
De Slag bij Tourcoing werd op 17 en 18 mei 1794 uitgevochten in de buurt van Tourcoing in Noord-Frankrijk. Het treffen was onderdeel van de Eerste Coalitieoorlog en  eindigde in een overwinning van het Franse leger onder de generaals Joseph Souham en Jean Victor Marie Moreau tegen de Britten onder de hertog van York en de Oostenrijkers onder generaal Frederik Jozias van Saksen-Coburg-Saalfeld.
In het Franse leger had Souham tijdelijk het bevel overgenomen van generaal Jean-Charles Pichegru. Het geallieerde Oostenrijks-Engels-Hannovers leger wist zijn kleine numerieke overwicht (74.000 tegenover 70.000 Fransen) niet uit te buiten. De geallieerde strijdkrachten waren voornemens Pichegru's opmars te stuiten met een brede aanval met een aantal geïsoleerde colonnes volgens een plan van Karl Mack von Leiberich. In de slag werd deze poging een logistieke ramp toen de communicatie werd verbroken en de colonnes vertraagd werden. Slechts een derde van het Coalitieleger kwam in actie en de ingezette soldaten werden pas bevrijd nadat er 3000 waren gesneuveld. De Fransen wisten bij hun overwinning zestig stuks geschut te bemachtigen.
- Gemeinsame Normdatei: 4261168-4
- Library of Congress Control Number: sh85136250
- Nationale Bibliotheek van Israël: 987007541459705171

Nederlanden: Marquain · Rijsel (1792) · Jemappes · Namen (1792) · Maastricht (1793) · Breda · Aldenhoven (1793) · Neerwinden · Raimes · Famars · Aarlen · Valencijn · Duinkerke · Hondschote · Menen ·  Wattignies · Moeskroen · Tourcoing · Doornik · Erquelinnes · Gosselies · Ieper · Hooglede · Fleurus · Boxtel · Sprimont · Maastricht (1794) · 's-Hertogenbosch · Aldenhoven (1794) · Puiflijk · Nijmegen · Luxemburg · Den Helder · Camperduin

Rijnfront: Verdun · Thionville · Valmy · Mainz (1792) · Mainz (1793) · Vogezen/Tripstadt · Mainz (1795) · Amberg · Würzburg

Italiaans front: Genua · Hyères · Rovereto · Bassano · Montenotte · Dego · Lodi · Arcole · Rivoli

Overige fronten (Vendée, Spanje): Fontenay-le-Comte · Toulon · Cholet · Luçon · Truillas · Boulou · San Lorenzo · Santa Cruz · Kaap Sint-Vincent
West-Indië: Guadeloupe · Martinique